# Конверсія озброєнь
Конверсія військового виробництва — перепрофілювання підприємств військово-промислового комплексу (ВПК), виробничих потужностей або невиробничих об'єктів, які за своїм цільовим призначенням були спроектовані та побудовані, оснащені спеціалізованим устаткуванням, технологіями, кадрами для виробництва, обслуговування чи експлуатації лише військової техніки. Виробничі потужності, що вивільняються і можуть бути переорієнтовані та використані у мирних цілях завдяки скороченню виробництва озброєнь, характеризують глибину, обсяг та ефективність конверсії.

Існує три види конверсії ВПК:
- використання технологічного потенціалу ВПК для виробництва цивільної продукції;
- перенесення високих технологій ВПК у цивільні галузі;
- використання окремих видів військової продукції у господарському комплексі[1].

## Конверсія у США
Тенденція до розширення кола завдань, які, як вважала правляча еліта США, краще вирішувати на базі публічно-приватне партнерство, у повоєнні роки не тільки збереглася, а й посилилася. Хоча пріоритет цього господарювання - повне задоволення військових потреб - у США під сумнів не ставився (і не ставиться), американському уряду вдалося провести низку вельми повчальних заходів, що забезпечили  зростання загальної економічної та науково-технічної могутності країни.  Так, був задіяний спеціальний механізм конверсії. По-перше, ще у 60-70-х роках у США розроблявся і далі у загальнодержавному масштабі впроваджувався особливий адміністративно-економічний алгоритм безоплатної або пільгованої передачі результатів несекретних НДДКР, що оплачуються з бюджету (і особливо результатів військових та аерокосмічних досліджень і розробок - патентів, ліцензій, ноу-хау), всім секторам економіки для випуску товарів громадянський ринок. Федеральний уряд США також дозволило корпораціям-військовим підрядникам списувати їх витрати щодо планування виробництва цивільної продукції, так само як і всі  аналогічні витрати у зв'язку з передбачуваною конверсією військового виробництва (або зі скороченням масштабів військових поставок), на військові замовлення, що збереглися.
По-друге, держава пом'якшувала колізії соціальної адаптації робочої сили, пов'язані з конверсією, вживала зусиль для збереження для країни кадрового корпусу вчених, інженерів та техніків, зайнятих у сфері військового виробництва. Зокрема, корпорації-підрядники отримали право списувати на військові замовлення, що залишилися, витрати по довгостроковим програмам професійної підготовки найманого персоналу, вивільнену в ході демілітаризації.
Зміцнюючи свою військово-технічну міць на базі використання результатів відповідного профілю НДДКР, США разом з тим здійснили загальний поворот держгосподарювання до потреб науково-технічної діяльності. Ще 1972 р,у президентському посланні (Р. Ніксона)
конгресменам "Про розвиток науки і техніки" вперше в історії США була прямо підкреслена вирішальна роль держави у цій сфері, причому це аргументувалося небажанням великого капіталу вкладати кошти в довгострокові дорогі програми на головних напрямках науково-технічного прогресу.  Федеральний уряд США 80-90-х років дослідники справедливо називають “урядом науково-технічного прогресу”.
Ще одна об'єктивна основа розгортання публічно-приватне партнерство в США - імператив енергійного підключення держави до вирішення соціальних задач. Йдеться про активну участь держави у формуванні “людина інформаційної економіки” та “суспільство загальних знань”.

## Див також
- Публічно-приватне партнерство
- Ванневар Буш